# Kaasmerk

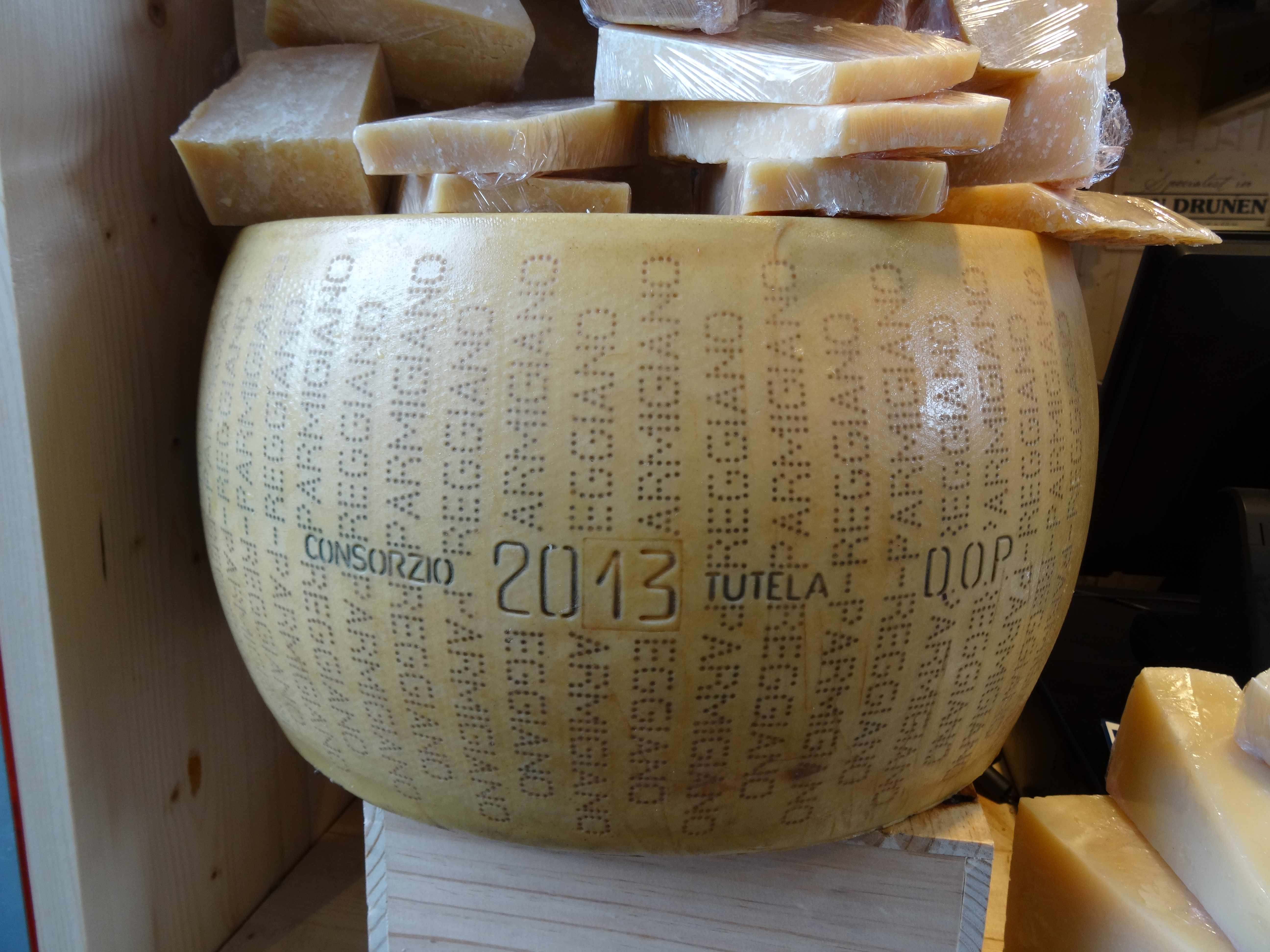
Kaasmerk op een Parmigiano-Reggiano

Een kaasmerk is een merkteken in of op de korst van kaas waardoor gecontroleerd kan worden of de productieregels in acht zijn genomen en/of de afkomst kaas juist is aangegeven. Een kaasmerk kan bestaan uit een dun plaatje caseïne of caseïne vermengd met glycerol, zoals voorgeschreven voor het Nederlandse rijkskaasmerk, maar het kan ook worden aangebracht met behulp van speciale (eetbare) inkt, een laser of een mal met reliëf (een indrukmerk). Bovendien kan een kaasmerk voorzien worden van een logo en/of digitaal leesbare informatie (datamatrix), waardoor de tracking en tracing van de kaas ook geautomatiseerd kan plaatsvinden.

## Geschiedenis
Kaas wordt waarschijnlijk al sinds de prehistorie gemaakt. Bewijzen voor kaasbereiding zijn er vanaf 800 voor Christus in de vorm van potjes van aardewerk met gaatjes. Daarin kon de wrongel uitlekken en drogen. Oorspronkelijk vonden productie en consumptie van kaas dicht bij elkaar plaats. Er kon daardoor geen onduidelijkheid bestaan over producent en kwaliteit. Dat veranderde naarmate de handel in kaas toenam. Daardoor werd kwaliteitscontrole en herkomstbepaling steeds belangrijker.
Vanaf de Middeleeuwen werden Nederlandse kazen ook naar het buitenland verscheept en zijn verordeningen bekend over de kwaliteit van kaas. Die werden opgesteld door plaatselijke of regionale overheden. Een voorbeeld is het ‘Placaat raakende het vervalschen van de Soetemelk en Kaas daar van gemaakt’, opgesteld door de Staten van Holland in 1723. Volgens die verordening moest magere kaas een platte vorm hebben en voorzien zijn van het merkteken H.K. (hobbekaas, dat wil zeggen kaas gemaakt van afgeroomde melk). Door de export in combinatie met zulke maatregelen stond Nederland in de Gouden Eeuw (1700-1800) in het buitenland al bekend als een kaasland.
In het begin van de twintigste eeuw zijn in Nederland op initiatief van de kaasproducenten en ter bescherming van de concurrentiepositie wettelijke regels voor de kwaliteit van kaas ingevoerd. Zij hadden al eerder kwaliteitsnormen (soort, vorm en vetgehalte) met elkaar afgesproken. Ter controle op de naleving van deze normen werden in eerste instantie in 1906 (particuliere) kaascontrolestations opgericht in de provincies Noord-Holland en Zuid-Holland. Het rijkskaasmerk werd in 1913 wettelijk verplicht.

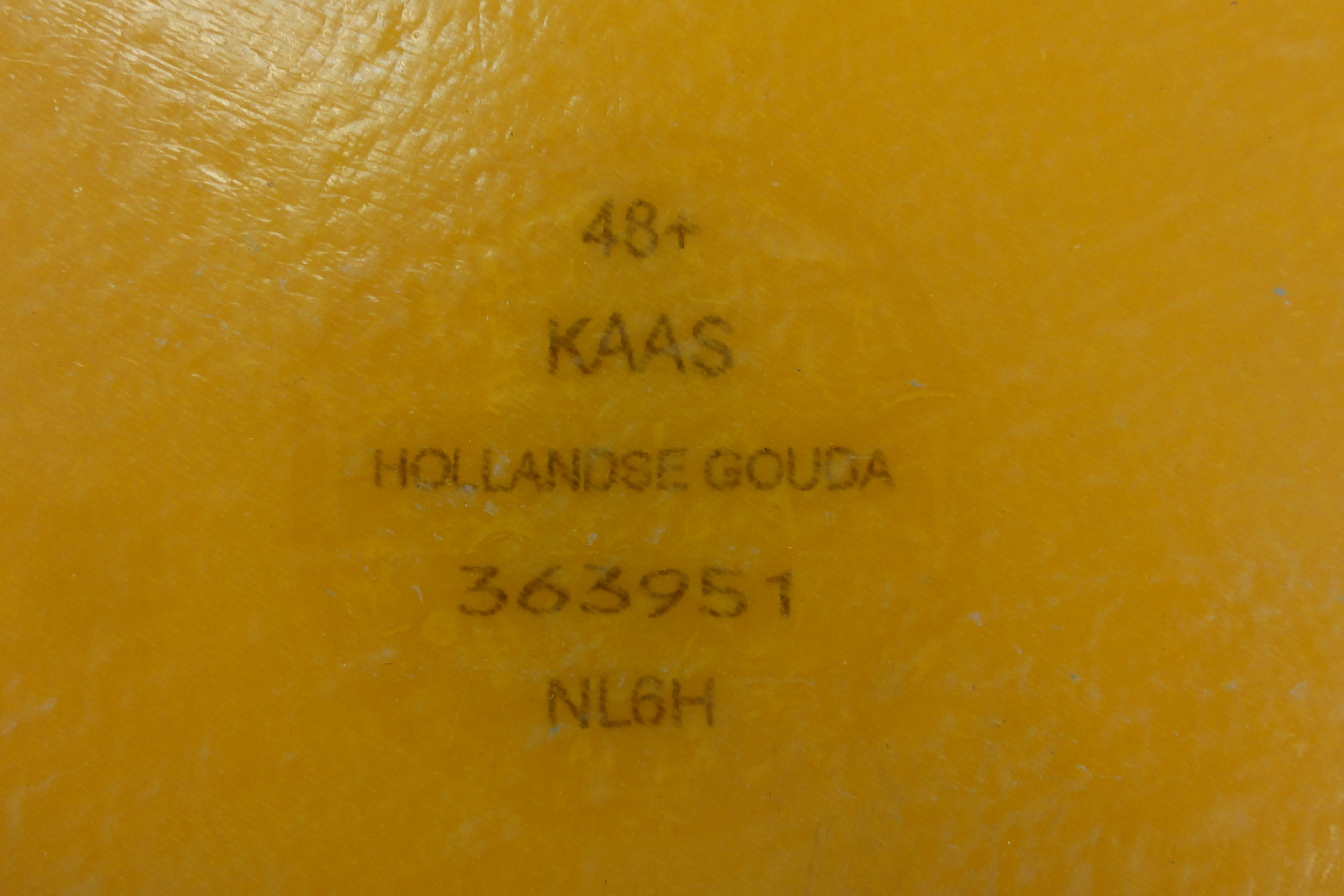
Kaasmerk op een Hollandse Gouda kaas
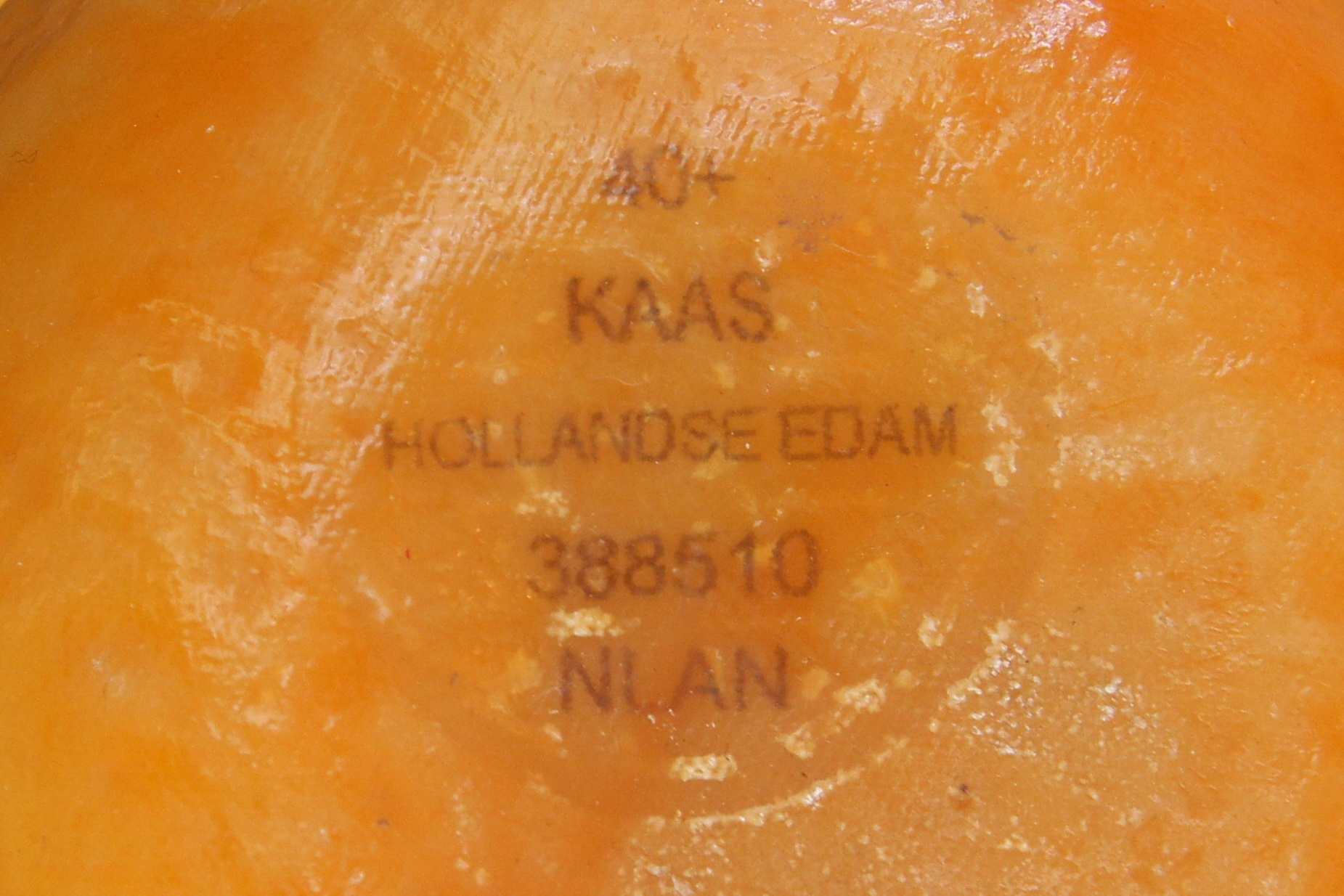
Kaasmerk op een Hollandse Edam kaas
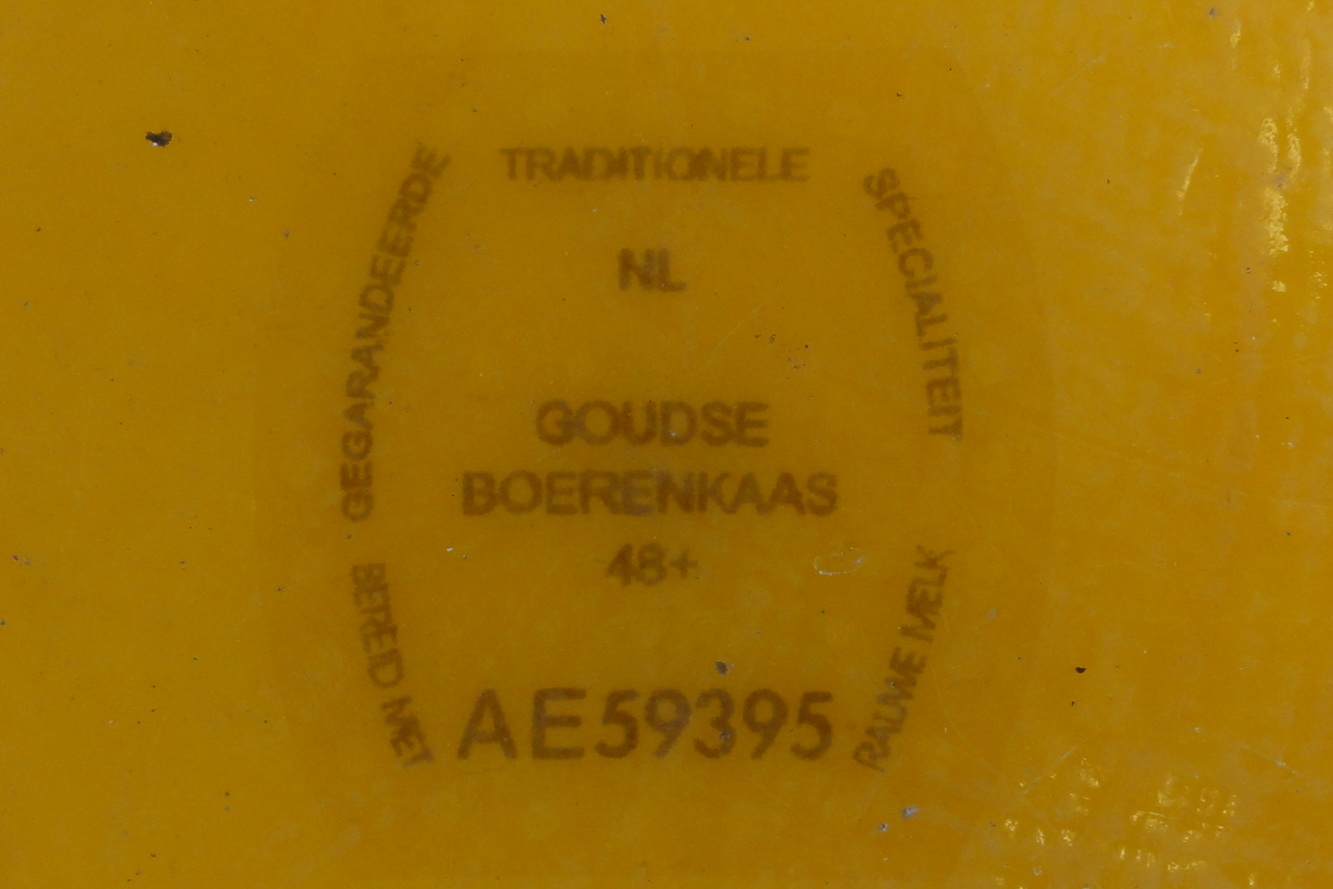
Kaasmerk op een Goudse Boerenkaas
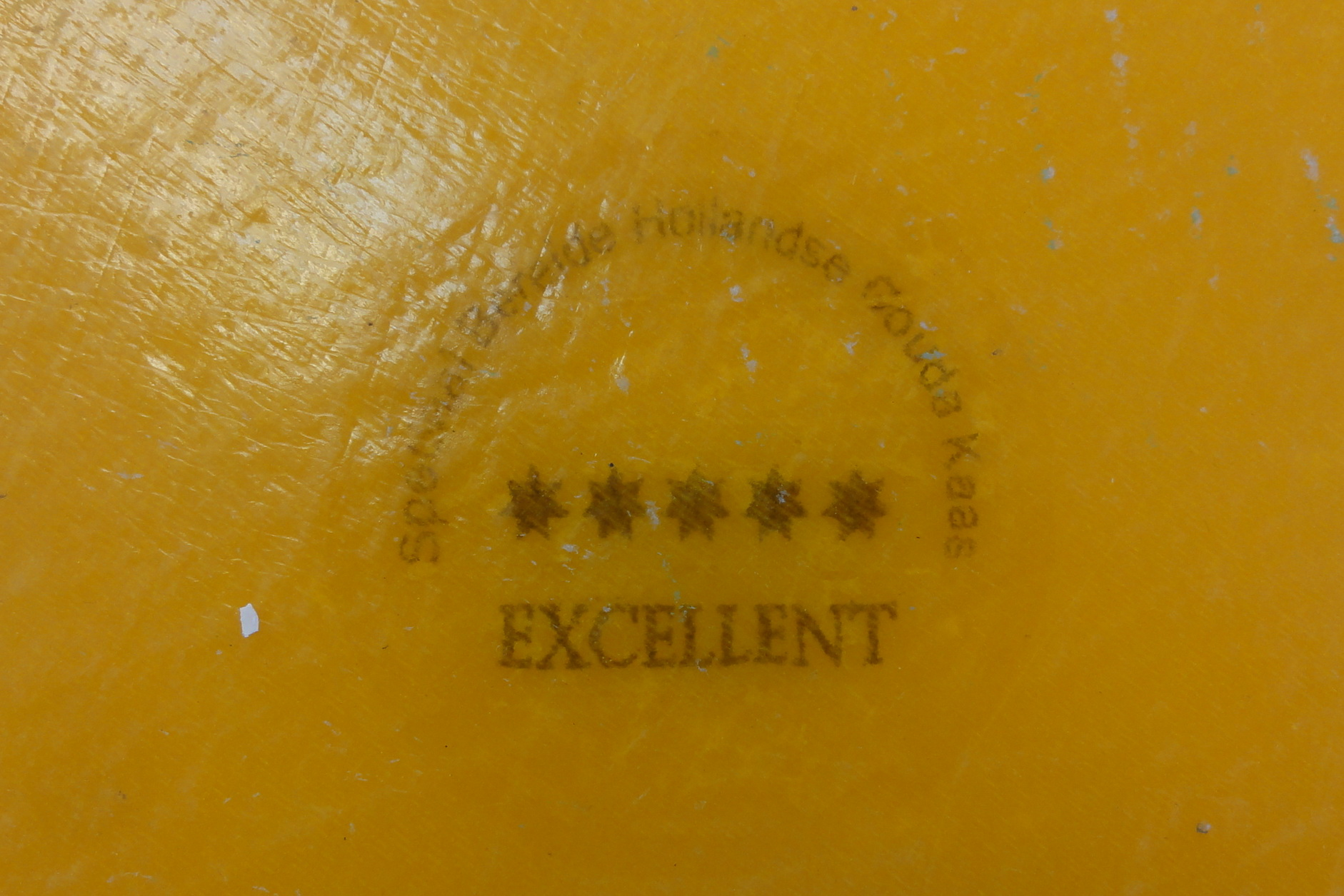
Kaasmerk Excellent op een Hollandse Gouda kaas